# نیروی زمینی نروژ
ارتش نروژ (نروژی: Hæren) نیروی زمینی زیرمجموعهٔ نیروهای مسلح نروژ است، که در سال ۱۶۲۸ تأسیس شد. ارتش در جنگ‌های قاره‌ای مختلف در طول قرن‌های ۱۷، ۱۸ و ۱۹، هم در نروژ و هم در خارج از کشور، به ویژه در جنگ جهانی دوم (۱۹۳۹–۱۹۴۵) شرکت کرد.

## در جنگ جهانی دوم

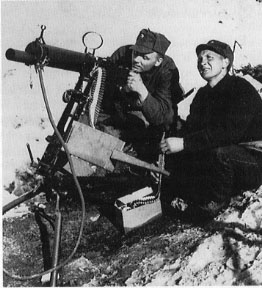
سربازان ارتش نروژ در حال استفاده از یک مسلسل سنگین Colt M/29 در خط مقدم شمال نارویک

با وجود تشدید خصومت‌ها در سراسر اروپا در سال‌های ۱۹۳۹ و ۱۹۴۰، دولت نروژ در آن زمان نتوانست بسیج شود و ارتش را کاملاً برای تهاجم آلمان در آوریل ۱۹۴۰ آماده نکردند. برآوردها تعداد نیروهای نروژی در میدان را تنها به ۶ لشکر در آغاز جنگ در آوریل ۱۹۴۰ نشان می‌دهد. این تعداد تقریباً به ۱۹۰۰۰ نفر بر روی کاغذ می‌رسید. این در واقع نیرویی برتر از نظر عددی نسبت به آلمانی‌ها بود. با این حال، این لشکرها در زمان آغاز ورود آلمان آماده نبودند و چهار لشکر توسط آلمانی‌ها در مراحل اولیه عملیات نابود شدند. با نیروهای اشغالگر آلمان در سال ۱۹۴۰، مانند سایر بخش‌های نیروهای مسلح، ارتش باید تسلیم یک نیروی برتر می‌شد، اما واحدهای در ارتش بودند که برای طولانی‌ترین مدت مقاومت کردند: لشکر ۶ به رهبری سرگرد افسانه‌ای. ژنرال کارل ژوستاف فلیچر در بازپس‌گیری نارویک توسط متفقین شرکت کرد.
بزرگترین دستاورد جنگ جهانی دوم توسط نیروهای نروژی پیروزی در نبردهای نارویک بود، به ویژه جنگ کوهستانی که نیروهای آلمانی را از اقیانوس تا مرز سوئد مجبور به مقابله کرد. علاوه برعملیات نروژی‌ها، پس از اشغال نروژ توسط نیروهای آلمانی، سربازان نروژی به جنبش مقاومت نروژ پیوستند. جنبش مقاومت نروژی، جبهه داخلی در طول اشغال نروژ توسط آلمان در نروژ (۱۹۴۰–۱۹۴۵) بود.
سربازان نروژی نیز به واحدهای آزاد نروژی در بریتانیا پیوستند تا از خارج به نبرد علیه نازی‌ها ادامه دهند. این یگان‌ها شامل نیروهای شرکت مستقل نروژی ۱ و ۵، شماره ۱۰ کماندویی (بین متفقین) بود. بخش اعظم ارتش نروژ در طول سال‌های تبعید در بریتانیا متشکل از یک تیپ در دامفریس و همچنین واحدهای کوچکتر مستقر در ایسلند، یان ماین، سوالبارد و جورجیای جنوبی. دومین سپاه کوهستانی از اواخر سال ۱۹۴۴ در فینمارک تحت فرماندهی اسمی روسیه فعالیت می‌کرد. نیروهای پلیس نروژ و واحدهای این تیپ در سال ۱۹۴۴ پس از عقب‌نشینی آلمان از ارتش سرخ، کنترل فینمارک را به دست گرفتند. همچنین بسیاری از اعضای سابق ارتش نروژ نیز به نیروهای آلمانی خدمت می‌کردند.